# Hiromichi Kōno
Hiromichi Kōno (河野 広道, Kōno Hiromichi), 7 janvier 1905 - 12 juillet 1963, est un entomologiste et anthropologue japonais. Il étudie l'entomologie à l'Université impériale de Hokkaidō puis intègre par la suite le corps professoral du département de biologie de cette institution. Dans le cadre de ses recherches en entomologie, il se spécialise dans les coléoptères et soutient sa thèse (circa 1932) sur un certain type de curculionoidea japonais. Il pratique également la taxonomie des coleoptera et décrit une nouvelle famille de lycidae, le benibotarus (ITIS). Son travail universitaire en biologie est interrompu en raison de la Seconde Guerre mondiale et il quitte l'Université de Hokkaidō en 1944. Il entreprend l'étude de l'anthropologie à cette époque en suivant les traces de son père, Tsunekichi Kōno (d. 1930). Tant le père que le fils étudient les Aïnous de Hokkaidō et Hiromichi amasse une importante collection de matériels Aïnou (Beardsley, 1959; Okada, 1964).

## Source de la traduction
- (en) Cet article est partiellement ou en totalité issu de l’article de Wikipédia en anglais intitulé « Hiromichi Kono » (voir la liste des auteurs).